# Veszprémvarsány
Veszprémvarsány (vyslovováno [vesprémvaršáň]) je velká vesnice v Maďarsku v župě Győr-Moson-Sopron, spadající pod okres Pannonhalma. Nachází se asi 12 km jihovýchodně od Pannonhalmy a asi 26 km jihovýchodně od Győru. V roce 2015 zde žilo 1 057 obyvatel. Dle údajů z roku 2011 tvoří 78,7 % obyvatelstva Maďaři, 1,3 % Romové, 0,7 % Němci, 0,3 % Ukrajinci, 0,2 % Rumuni, 0,2 % Bulhaři a 0,2 % Rusíni.
Sousedními vesnicemi jsou Bakonypéterd, Bakonyszentkirály, Lázi, Réde, Románd a Sikátor.